# Psilogryllacris rugifrons
Psilogryllacris rugifrons är en insektsart som först beskrevs av Heinrich Hugo Karny 1931.  Psilogryllacris rugifrons ingår i släktet Psilogryllacris och familjen Gryllacrididae. Inga underarter finns listade i Catalogue of Life.